# Sergio Araujo
Sergio Ezequiel Araujo (Buenos Aires, 28 de janeiro de 1992) é um futebolista argentino que atua como atacante. Atualmente, joga pelo Cerro Porteño.

## Carreira
Em maio de 2012, foi emprestado pelo Boca Juniors ao Barcelona B.

## Estatísticas
Até 17 de abril de 2012.

### Clubes
| Clube             | Temporada         | Campeonato nacional | Campeonato nacional | Copa nacional[a] | Copa nacional[a] | Competições continentais[b] | Competições continentais[b] | Outros torneios[c] | Outros torneios[c] | Total | Total |
| Clube             | Temporada         | Jogos               | Gols                | Jogos            | Gols             | Jogos                       | Gols                        | Jogos              | Gols               | Jogos | Gols  |
| ----------------- | ----------------- | ------------------- | ------------------- | ---------------- | ---------------- | --------------------------- | --------------------------- | ------------------ | ------------------ | ----- | ----- |
| Boca Juniors      | 2009-10           | 0                   | 0                   | 0                | 0                | 0                           | 0                           | 0                  | 0                  | 0     | 0     |
| Boca Juniors      | 2010-11           | 9                   | 1                   | 0                | 0                | 0                           | 0                           | 0                  | 0                  | 9     | 1     |
| Boca Juniors      | 2011-12           | 5                   | 0                   | 0                | 0                | 2                           | 0                           | 0                  | 0                  | 7     | 0     |
| Boca Juniors      | Total             | 14                  | 1                   | 0                | 0                | 2                           | 0                           | 0                  | 0                  | 16    | 1     |
| Total na carreira | Total na carreira | 14                  | 1                   | 0                | 0                | 2                           | 0                           | 0                  | 0                  | 16    | 1     |

- a. ^ Jogos da Copa Argentina
- b. ^ Jogos da Copa Libertadores
- c. ^ Jogos do Jogo amistoso

## Títulos
Boca Juniors
- Campeonato Argentino (Apertura): 2011

AEK Atenas
- Superliga Grega: 2017–18